# Gayle Mill
Gayle Mill es un lugar designado por el censo ubicado en el Condado de Chester, en el estado estadounidense de Carolina del Sur. La localidad en el año 2000 tiene una población de 1.094 habitantes en una superficie de 1.7 km², con una densidad poblacional de 630.2 personas por km². 

## Geografía
Gayle Mill se encuentra ubicado en las coordenadas 34°42′17″N 81°14′10″O / 34.70472, -81.23611. Según la Oficina del Censo, la localidad tiene un área total de 1,7 km² (0,7 mi²), de la cual 1,7 km² (0,7 mi²) es tierra y 0 km² (0 mi²) (0.0%) es agua.

### Localidades adyacentes
El siguiente diagrama muestra a las localidades en un radio de 20 kilómetros (12,4 mi) de Gayle Mill.

## Demografía
En el 2000 la renta per cápita promedia del hogar era de $25.143, y el ingreso promedio para una familia era de $26.429. El ingreso per cápita para la localidad era de $10.362. En 2000 los hombres tenían un ingreso per cápita de $24.539 contra $12.368 para las mujeres. Alrededor del 35.30% de la población estaba bajo el umbral de pobreza nacional. 